# Buse Ünal
Buse Ünal (29 de julio de 1997) es una jugadora profesional de voleibol turco, juega de posición armador.

## Palmarés

### Clubes
Campeonato Mundial de Clubes:
- 2021

### Selección nacional
Juegos Mediterráneos:
- 2018

Campeonato Europeo:
- 2021